# Obere Hengersberger Ohe mit Hangwiesen
Obere Hengersberger Ohe mit Hangwiesen este o arie protejată (arie specială de conservare — SAC, sit de importanță comunitară — SCI) din Germania întinsă pe o suprafață de 347,13 ha, integral pe uscat.

## Localizare
Centrul sitului Obere Hengersberger Ohe mit Hangwiesen este situat la coordonatele 48°50′27″N 13°07′03″E / 48.8408°N 13.1175°E.

## Înființare
Situl Obere Hengersberger Ohe mit Hangwiesen a fost declarat sit de importanță comunitară în noiembrie 2004 pentru a proteja 4 specii de animale. Situl a fost protejat și ca arie specială de conservare în aprilie 2016.

## Biodiversitate
Situată în ecoregiunea continentală, aria protejată conține 4 habitate naturale: Liziere de ierburi înalte hidrofile de câmpie și de nivel montan până la alpin, Fânețe de joasă altitudine (Alopecurus pratensis, Sanguisorba officinalis), Grohotișuri silicioase medio-europene, la altitudine înaltă, Păduri aluvionare cu Alnus glutinosa și Fraxinus excelsior (Alno-Padion, Alnion incanae, Salicion albae).
La baza desemnării sitului se află mai multe specii protejate:
- mamifere (1): vidră de râu (Lutra lutra)
- nevertebrate (3): phengaris nausithous (Maculinea nausithous), Maculinea teleius, Margaritifera margaritifera